# Mendocino (albero)
Mendocino è una Sequoia sempervirens del parco Montgomery Woods State Reserve, nella contea di Mendocino in California.
Con un'altezza di 112,30 metri, fu considerata per diversi anni (ufficialmente dal dicembre 1996 all'agosto 2000) l'albero più alto del mondo.
In seguito sono state scoperte diverse sequoie più alte, tutte in California: la Stratosphere Giant (nel Humboldt Redwoods State Park, 112,94 m), Icarus (113,10 m) e Helios (114,30 m).
Attualmente (luglio 2009) il record di altezza spetta alla sequoia Hyperion, alta 115,55 metri, scoperta nel settembre 2006 nel Redwood National Park.
Non è raro però veder ancora citata la sequoia Mendocino come l'albero più alto del mondo, ma si tratta di un errore.